# Jeffrey Tambor
Jeffrey Michael Tambor (n. 8 iulie 1944, California, SUA) este un actor evreu american, cunoscut pentru rolurile sale din sitcom-uri.